# 日本の再開発の一覧
日本の再開発の一覧（にほんのさいかいはつのいちらん）は、日本での完成済み、建設中、または計画中の再開発事業・再開発地区、再開発ビルや複合商業施設などの一例の一覧。土地区画整理事業によるものは土地区画整理事業一覧を参照。

## 東北地方

### 青森県
- 青森駅前再開発ビル、青森駅前第二地区市街地再開発事業（アウガ）
- 青森駅前第二地区再開発事業（ミッドライフタワー）
- 弘前駅前市街地再開発事業
- 八戸市中心市街地花亀再開発事業 三日町番町地区市街地再開発事業計画
- 十三日町・十六日町市街地再開発事業（八戸市）
- ヴィアノヴァ（再開発ビル、1987年に八戸市景観賞受賞）

### 岩手県
- 本通り・新穀町市街地再開発事業（北上市）
- 盛岡駅前第1市街地再開発事業
- 北上駅前市街地再開発事業
- 水沢中央市街地再開発事業
- 盛岡バスセンター

### 秋田県
- 秋田駅前中央市街地再開発事業（秋田中央ビルディング）
- 秋田駅前南市街地再開発事業（フォンテAKITA）
- 中通一丁目地区第一種市街地再開発事業（エリアなかいち）
- 秋田駅前北市街地再開発事業
- 横手駅東口第一地区第一種市街地再開発事業（よこてイースト）
- 大曲通町地区第一種市街地再開発事業（大曲ヒカリオ）
- 横手駅東口第二地区第一種市街地再開発事業（Ao-na、よこてシャイニーパレスほか）

### 宮城県
仙台市
- 仙台駅周辺 - 仙台トラストシティ、アエルなど複数の再開発事業を実施。
  - アエル（仙台駅北部第一南地区第二種市街地再開発事業）
- 長町副都心
  - 長町地区再開発事業（あすと長町、長町駅旧長町機関区跡地再開発事業）
  - 長町三丁目市街地再開発事業
- 仙台パークビルヂング（国分町三丁目第一地区第一種市街地再開発事業）
- 141ビル（一番町四丁目第1市街地再開発事業）
- 中央一丁目第1市街地再開発事業
- 仙台マークワン（中央一丁目第二地区第一種市街地再開発事業）
- 東仙台球場大和ハウス再開発事業「せんだい 宮の杜」
- 東京建物仙台ビル
- エル・ソーラ仙台
- 仙台フォーラス
- 本町二丁目2番市街地再開発事業
- 河原町一丁目西市街地再開発事業
- シティタワー仙台
- 北仙台駅第一地区第一種市街地再開発事業
- 花京院一丁目第二地区第一種市街地再開発事業（花京院スクエア）、花京院一丁目第三市街地再開発事業
- たいはっくる（長町駅前第一地区第一種市街地再開発事業）

その他
- 大河原駅前市街地再開発事業
- 古川駅再開発事業
- 塩釜中央市街地再開発事業
- 名取駅前地区市街地再開発事業

### 山形県
- 七日町市街地再開発事業（山形市）
- 酒田駅前市街地再開発事業
- 上山市二日町市街地再開発事業
- 天童駅東口市街地再開発事業
- マリカ（鶴岡駅鶴岡再開発ビル）

### 福島県
- 福島駅前BⅡ北市街地再開発事業
- 福島駅前BⅡ南市街地再開発事業
- 平一町目地区第一種市街地再開発事業（ティーワンビル）
- ラトブ（いわき駅前地区第一種市街地再開発事業）
- 平一丁目市街地再開発事業（いわき市）
- 郡山中町第一市街地再開発事業（うすい百貨店）
- 郡山駅西口再開発事業 フロンティア通りシティタワー郡山（寿泉堂綜合病院が入居する再開発ビル）
- 郡山ビッグアイ（駅西口再開発）
- 須賀川市八幡町地区第一種市街地再開発事業（須賀川市役所）

## 関東地方

### 茨城県
- 取手駅西口市街地再開発事業
- 日立駅前
- 取手市　ファインズ桜ケ丘・押切ニュータウン（ファインズインターナショナル、弘済建物、竹中工務店）
- 神峰町一丁目市街地再開発事業（日立市）
- 下館駅前下館市中央市街地市街地再開発事業（下館SPICA）
- 牛久駅西口前再開発ビル、駅前市街地再開発事業
- 赤塚駅再開発ビル（駅北口市街地再開発事業、駅北口東市街地再開発事業、水戸市）
- 見川2丁目市街地再開発事業（水戸市）
- 水戸サウスタワー（水戸駅前再開発ビル、水戸駅北口市街地再開発事業）
- ウララ（土浦駅西口再開発ビル、土浦駅前市街地再開発事業）
- 荒川沖駅西口第1－A市街地再開発事業（土浦市）
- 古河駅西口第一市街地再開発事業
- 勝田駅東口地区第一種市街地再開発事業
- 土浦駅前北地区第一種市街地再開発事業
- 泉町1丁目北地区市街地再開発事業
- 泉町1丁目南地区市街地再開発事業
- 大工町1丁目地区市街地再開発事業
- 土浦駅前北地区第一種市街地再開発事業
- 水戸駅前三の丸地区第一種市街地再開発事業

### 栃木県
- 宮みらい
- 東武宇都宮駅周辺再開発事業
- 宇都宮駅東口再開発ビル
- 宇都宮駅西口第一地区再開発事業（ロビンソン百貨店宇都宮→ララスクエア宇都宮→トナリエ宇都宮）（JR宇都宮駅西口再開発ビル）
- うつのみや表参道スクエア馬場通り西地区再開発事業
- 宇都宮相生地区第一種市街地再開発事業（宇都宮パルコ(のちに撤退し現在は空きビル))
- 足利市再開発事業（足利市立美術館）
- 南町市街地再開発事業（足利市）
- 佐野中央市街地再開発事業
- 小山駅西市街地再開発事業
- 小山中央第一市街地再開発事業
- 駅東通り一丁目第一地区市街地整備事業
- 城山町三丁目第一地区第一種市街地再開発事業
- 宇都宮大手地区第一種市街地再開発事業（宇都宮PEAKS）

### 群馬県
- 高崎市の再開発（高崎駅）
- 沼田市下之町市街地再開発事業
- 太田駅前再開発事業
- 藤岡市旧総合病院後再開発事業

### 千葉県
- 千葉駅周辺
  - 駅ビルの建て替えと連動し、西口で駅前広場設置を含めた再開発を実施。千葉駅#千葉駅建て替えを参照。
- 千葉中央市街地再開発事業
- 千葉中央第六地区市街地再開発事業（Qiball）
- 千葉新町第二地区再開発事業（センシティ）
- 千葉新町市街地再開発事業
- 本八幡A-D地区第一種市街地再開発事業（グランドターミナルタワー本八幡）
- 本八幡駅北口再開発事業（本八幡キャピタルタワー、アクス本八幡）
- 津田沼駅北口・南口の再開発事業
- 木更津駅前西口再開発ビル、駅前市街地再開発事業（アインスビル）
- サンヴェル（茂原駅南口再開発ビル、茂原駅南口地区第一種市街地再開発事業）
- 柏市柏駅前、駅東口、駅西口市街地再開発事業
- 市川駅南口周辺再開発事業（I-linkタウンいちかわ）
- 五井駅東口開発
- 四街道駅前市街地再開発事業
- JR成田駅東口地区再開発事業
- 木更津駅西口市街地再開発事業（アクア木更津）
- 船橋駅南口第一地区第一種市街地再開発事業（船橋フェイスビル）
- 船橋本町2丁目中央街区再開発事業（船橋スクエア21）
- 船橋本町4丁目市街地再開発事業（ライブ2000（船橋市中央図書館ほか））
- 船橋駅北口地区・同第二地区市街地再開発事業（東武百貨店船橋店・船橋ツインビル（イトーヨーカドー船橋店ほか））
- 北小金駅前南口再開発事業（ピコティ）

## 中部地方

### 山梨県
- 甲府市中心市街地活性化基本計画
  - 甲府駅北口再開発事業
  - ココリ（甲府紅梅地区再開発事業）
  - 甲府駅南口再開発事業
- グランパーク（甲府国母南市街地再開発事業）
- 甲府ワシントンホテルプラザ（甲府中央4E地区再開発）

### 長野県
- いなっせ（長野県伊那市「伊那市生涯学習センター」 駅前再開発事業、伊那市駅駅前再開発ビル）
- 岡谷市市街地再開発事業（イルフ童画館などイルフプラザ ・ララオカヤ・レイクウォーク岡谷）
- 岡谷駅前市街地再開発事業.中央町市街地再開発事業
- TOiGO（トイーゴ、長野市鶴賀問御所町再開発ビル）
- ノルテながの（長野市信濃吉田駅南口再開発ビル）
- 北長野駅前B-1地区再開発事業（吉田、ながの東急百貨店#ながの東急ライフ）
- 南長野新田町地区市街地再開発事業
- 長野駅前A-2地区市街地再開発事業
- 飯田市再開発ビル
- 橋南第一・第二市街地再開発事業（飯田市）
- 駒ケ根駅前市街地再開発事業（駒ヶ根市）
- 大門一番町再開発事業（塩尻市）
- 大門中央通り地区市街地再開発ビル（塩尻市）
- 塩尻駅南再開発事業
- パレオ（上田駅お城口再開発事業 上田駅前整備事業）
- シルキー（須坂駅前市街地再開発事業）
- アーク諏訪（上諏訪駅東口再開発事業）
- 松本市中央西地区再開発事業
- 六九リバーサイド地区第一種市街地再開発施設（松本市）
- 茅野駅前市街地再開発事業（茅野市）
- 茅野駅西口駅前広場リニューアル事業（茅野市）（2021〜）

### 新潟県
- 万代島地区再開発事業（新潟市中央区）- 朱鷺メッセ
- 新潟駅南口第一地区第一種市街地再開発事業（同）- プラーカ新潟
- 新潟駅南口第二地区第一種市街地再開発事業（同）- LEXN
- 古町再開発事業（同）
- 古町通7番町地区第一種市街地再開発事業（同）
- 弁天町地区第一種市街地再開発事業（同）
- 新潟駅南口市街地再開発事業（同）
- 花園一丁目市街地再開発事業（同）
- 鳥屋野潟南部地区再開発事業（同）
- 高田駅再開発事業（上越市）
- 上越市高田本町・駅前通り再開発事業（同）
- 三条市昭栄地区再開発事業（三条市）- パルム
- 新発田駅駅前周辺地区再開発事業（新発田市）
- 村上駅住宅地再開発事業（村上市）
- 北条駅周辺市街地再開発事業（柏崎市）
- 柏崎東本町市街地再開発事業（柏崎市）- モーリエ

### 富山県
- 総曲輪フェリオ（大和、富山市中心商店街再開発ビル、総曲輪2丁目市街地再開発事業）
- 富山駅前西街区第二市街地再開発事業
- 富山駅前桜町市街地再開発事業
- 富山駅前市街地再開発事業
- 富山駅北・奥田新町市街地再開発事業
- 大手町市街地再開発事業（富山市）
- 牛島町市街地再開発事業（富山市）
- 中教院東市街地再開発事業（富山市）
- 石動町市街地再開発事業（小矢部市）
- 立町市街地再開発事業（射水市新湊地区）
- 御旅屋第1街区市街地再開発事業（高岡市）
- 御旅屋西通り市街地再開発事業（高岡市）
- 高岡駅前市街地再開発事業
- ウイング・ウイング高岡（高岡駅前再開発ビル）
- 新横町市街地再開発事業（高岡市）
- 魚津駅前吉島市街地再開発事業
- 上市町西中町市街地再開発事業
- 総曲輪三丁目地区市街地再開発
- 総曲輪西地区第一種市街地再開発事業
- 中央通り地区D北街区市街地再開発事業

### 石川県
- 香林坊市街地再開発事業（旧KOHRINBO109、金沢市）
- ポルテ金沢（金沢駅前第一地区第一種市街地再開発事業）
- リファーレ金沢名鉄丸越百貨店（金沢市本町の市街地再開発ビル）、ヴィサージュ三越（金沢駅前の再開発ビル）
- 金沢駅武蔵北市街地再開発事業
- 近江町市場#再開発事業（近江町いちば館）
- パトリア（七尾駅前第一市街地再開発事業）
- ミナ.クル（七尾駅前第二地区第一種市街地再開発事業）
- 武蔵ヶ辻市街地再開発事業（金沢市）
- 小松駅前市街地再開発事業（公立小松大学など）
- 片町A地区第一種市街地再開発事業（片町きらら、金沢市）

### 福井県
- 武生駅南市街地再開発事業（越前市）
- 三の丸市街地再開発事業（福井市）
- AOSSA(福井駅東口、手寄1丁目の手寄地区、福井市立桜木図書館
- 御屋形市街地再開発事業（福井市）
- 小浜市白髭市街地再開発事業
- 白髭市街地再開発事業（小浜市）
- 福井駅西口中央地区第一種市街地再開発事業（ハピリン）
- 中央1丁目10番地区優良建築物等整備事業［デュオヒルズ福井駅前］（福井市）
- 福井銀行本店新築工事（福井市）
- （仮称）新福井県繊協ビル（福井市）
- 福井Eビル建て替え計画［北國銀行福井支店新築工事］（福井市）
- 大手町複合施設新築工事（福井市）
- 福井支店南駐車場立体駐車場建設工事（福井市）
- 駅前電車通り北地区A街区第一種市街地再開発事業（福井市）
- 駅前電車通り北地区B街区第一種市街地再開発事業（福井市）
- 駅前南通り地区第一種市街地再開発事業（福井市）

### 静岡県
- 御殿場駅前市街地再開発事業
- イーラde（沼津駅大手町地区第一種市街地再開発事業）
- 上土町・通横町市街地再開発事業（沼津市）
- 伊豆市修善寺駅市街地再開発事業
- 三島駅前再開発事業
- 新日邦藤枝駅南口開発プロジェクト|新日邦藤枝駅南口開発プロジェクト(オーレ藤枝)
- 藤枝駅周辺にぎわい再生拠点施設整備事業(BiVi藤枝)
- 新静岡駅再開発事業
- 静岡市紺屋町再開発事業（葵タワー）
- 静岡駅南口地区市街地再開発事業（ホテル小田急静岡）「サウスポット静岡」
- 静岡駅南口第二地区市街地再開発事業（エスパティオ、水の森ビル）
- 静岡伝馬町プラザビル(静岡伝馬町市街地再開発事業）「SHIZUOKA109」
- 御幸町伝馬町第一地区市街地再開発事業（ペガサート）
- 紺屋町・御幸町地区市街地再開発事業
- 袋井駅前再開発事業
- アクトシティ浜松（周辺の再開発とあわせて市街地再開発事業と認識）
- ザザシティ浜松
- 中区（現・中央区）再開発事業
- 浜松べんがら横丁 市中心部再開発事業
- 浜松中央市街地再開発事業
- フォルテ (浜松市)#再開発計画
- 浜松駅東地区の再開発事業
- 浜松名鉄ホテル（遠州鉄道新浜松駅跡地再開発事業）
- 浜松駅バスターミナルフォルテ再開発事業
- 新浜松駅高架化に伴う再開発事業
- 松菱通り市街地再開発事業（浜松市） 松菱#再開発計画
- 浜松田町市街地再開発事業
- 鍛冶町三丁目市街地再開発事業（浜松市）
- ビオラ田町（静岡県浜松田町地区第一種市街地再開発事業）
- 焼津市本町五丁目市街地再開発事業
- サンストリート浜北 浜松市浜北区（現・浜名区）平口再開発事業
- なゆた・浜北（浜北駅前地区総合的整備、駅前市街地再開発事業）
- みらいふ掛川（掛川駅前東街区第一種市街地再開発事業、連雀南地区再開発ビル）
- 菊川駅中心市街地再開発事業
- 清水駅東口駅前広場再開発事業
- 清水駅西口再開発ビル
- 日の出市街地再開発事業（清水区）
- 島田本通三丁目市街地再開発事業
- 磐田駅北街区市街地再開発事業
- 富士駅前市街地再開発事業
- 藤枝駅前一丁目６街区再開発事業
- 藤枝駅北口・日の出町地区再開発事業
- 藤枝駅北口西地区再開発事業
- 文化センター地区再開発事業（藤枝市）

### 岐阜県
- 岐阜シティ・タワー43（岐阜駅前再開発ビル）
- 大岐阜ビル（岐阜駅前再開発ビル）
- 岐阜スカイウイング37（岐阜駅前再開発ビル）
- 髙島屋南市街地再開発事業（岐阜市）
- 問屋町第一地区市街地再開発事業（岐阜市）
- 岐阜駅東地区市街地再開発事業（岐阜市）
- 問屋町西部北街区市街地再開発事業（岐阜市）
- 岐阜駅前中央東地区市街地再開発事業（岐阜市）
- 岐阜駅前中央西地区市街地再開発事業（岐阜市）
- 大垣駅南街区市街地再開発事業（大垣市）
- 恵那駅南口の再開発事業（中山道広重美術館ほか）
- 美濃太田駅前市街地再開発事業（美濃加茂市）
- 多治見駅南地区再開発事業（多治見市）

## 近畿地方

### 三重県
- サンファーレ（パル（桑名駅前市街地再開発事業）の再再開発事業)
- アスト津（津駅前北部A-1地区第一種市街地再開発事業）
- ジャスコ伊勢ショッピングセンター駅前再開発ビル
- 諏訪新道市街地再開発事業（四日市市）
- 神戸本通りAS市街地再開発事業（鈴鹿市）
- 神戸本通りBN市街地再開発事業（鈴鹿市）
- ポルタひさい（久居駅西口再開発ビル）
- 伊勢市駅前B地区市街地再開発事業（伊勢市）

### 滋賀県
- 大路中央地区市街地再開発事業（草津市）
- 明日都浜大津（京阪浜大津駅前、滋賀県大津市浜大津4丁目）
- 浜大津アーカス京阪浜大津再開発事業（京阪レークセンターの跡地）
  - アレックスシネマ
- 大津駅南口市街地再開発事業
- アル・プラザ八日市駅前再開発事業
- プラウドタワー大津（大津駅西地区市街地再開発事業）（大津市）
- 北中西・栄町地区市街地再開発（草津市）

### 京都府
- アバンティ（京都駅前南口再開発ビル）
- ラクト山科（山科駅再開発ビル 山科区駅前地区第一種市街地再開発事業）
- 花園駅北側再開発ビル

### 奈良県
- シルクロードタウン21
- ホテル日航奈良（奈良駅西口再開発ビル）
- 近鉄学園前駅南市街地再開発事業（奈良市）
- 生駒駅前北口第一種市街地再開発事業
  - 第一地区アントレいこま - 奈良県生駒市の近鉄生駒駅前の再開発地区に位置する複合商業施設
  - 第四地区アコールいこま
  - 第二地区ベルテラスいこま
- グリーンヒルいこま（生駒駅前南口地区第一種市街地再開発事業）
- 王寺町王寺駅前久度地区再開発事業
- り～べる王寺（王寺駅北地区再開発ビル）
- 桜井駅前市街地再開発事業

## 中国地方

### 広島県
広島市（広島市の市街地再開発事業）
- 広島駅南口周辺地区市街地再開発事業（エールエールA館・シティタワー広島・グランクロスタワー広島）
- 西荒神市街地再開発事業（留学生会館など）
- 金座街市街地再開発事業（広島パルコ）
- 大手町四丁目1番地区市街地再開発事業（ドコモ広島大手町ビルなど）
- 緑井駅周辺地区市街地再開発事業（緑井スカイステージ・フジグラン緑井）
- 五日市駅北口地区市街地再開発事業（五日市福屋など）
- 若草町地区市街地再開発事業（アクティブインターシティ広島 マンション商業棟・シェラトンホテル広島）

広島市（区画整理）
- 段原東部地区（旧国鉄宇品線の「南段原」駅址付近）再開発
- 段原西部地区（広島女子商業学校旧・段原校舎）再開発（広島イースト・比治山スカイウォーク）
- 祇園第一地区
- 古川地区
- 向洋駅周辺青崎地区
- 中講地区（西風新都）
- 戦災復興土地区画整理事業

広島市（その他）
- 広島大学跡地再開発地区（東千田公園・千田公園・広島県情報プラザなど）
- 基町地区再開発事業 （原爆スラム・広島市中央公園・市営基町高層アパートも参照）
  - NTT中国支社再開発ビル（基町クレド）
- サンモール（←広極商店街）
- 広島本通商店街再開発ビル（本通ヒルズ）
- NTT広島支社再開発ビル（白島キューガーデン）
- 五日市駅北口市街地再開発事業（広島市）
- 広陵高等学校旧・宇品校舎再開発（みゆきプラザ）

福山市
- 福山市東桜町市街地再開発事業（アイネスフクヤマ）
- 福山市伏見町地区第一種市街地再開発事業
- 福山市元町市街地再開発事業（天満屋福山店)

その他
- 尾道駅前地区市街地再開発事業（尾道福屋）
- 呉駅前西市街地再開発事業
- ペアシティ（JR三原駅南口再開発ビル 城の石垣を利用）

### 岡山県
- 杜の街グレース1期、2期、3期（岡山市）
- 岡山市昭和町再開発（遊プラザ跡地開発）[1]
- 岡山市駅前町一丁目２番３番４番地区第一種市街地再開発事業（岡山市）[2]
- 岡山芸術創造劇場（岡山市）[3]
- 駅前本町市街地再開発事業（岡山市）
- 岡山市蕃山町1番地区第一種市街地再開発事業[4]
- 岡山市新庁舎[5]
- 岡山市野田屋町1丁目2番3番4番地区第一種市街地再開発事業[6]
- 岡山市表町三丁目15番地区第一種市街地再開発事業[7]
- 岡山市天神町10番地区第一種市街地再開発事業[8]
- 岡山市野田2丁目再開発計画[9]
- 倉敷駅前市街地再開発事業（倉敷市）
- 水島駅前市街地再開発事業
- 西片上駅前市街地再開発事業（アルファビゼン）
- 吹屋町第三街区市街地再開発事業（津山市）
- 津山市中央街区市街地再開発事業
- アルネ・津山（津山市街地再開発ビル、津山市南新座市街地再開発事業）
- 倉敷駅前市街地再開発事業
- 水島駅前市街地再開発事業（倉敷市）

### 島根県
- 益田駅前再開発ビル、益田駅前地区市街地再開発事業
- 松江駅前再開発ビル
- 殿町市街地再開発事業（松江市）

### 山口県
- 東萩駅駅前市街地再開発事業（萩レインボープラザ）
- 下松駅前市街地再開発事業（ツインスター）
- 細江地区12街区第一種市街地再開発事業（下関市、シーモール下関）
- 細江地区12街区第一種市街地再開発事業（下関市、ヴェルタワー下関）
- 唐戸市街地再開発事業（下関市）
- 防府駅てんじんぐち第一種市街地再開発事業（防府市、ルルサス防府）

## 四国地方

### 徳島県
- 徳島駅前西地区第一種市街地再開発事業（徳島市）
- 新町西地区第一種市街地再開発事業（徳島市）
- 井利ノ口地区第一種市街地再開発事業（小松島市）

### 香川県

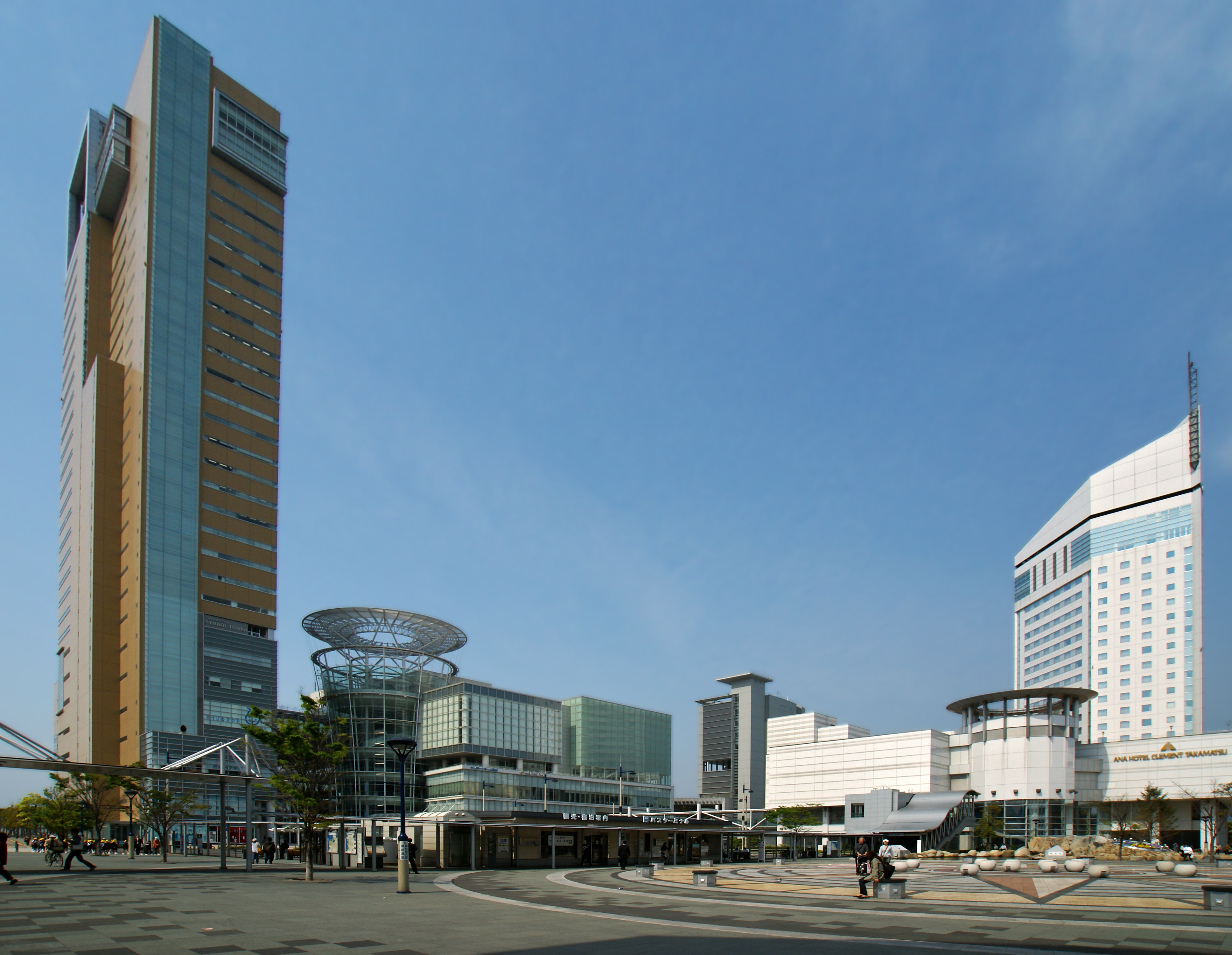
サンポート高松

- 高松港頭地区総合整備事業（愛称：サンポート高松、高松市）
- 瓦町駅西地区（高松市）
- 瓦町駅東地区（高松市、未施工）
- 片原町駅西第3街区（高松市）
- 高松丸亀町商店街A街区（高松市）
- 高松丸亀町商店街G街区（高松市）
- 丸亀駅前A地区（丸亀市）
- 丸亀駅前C地区（丸亀市）
- 坂出駅北口第一地区（坂出市）

### 愛媛県
- ラフォーレ原宿・松山#再開発計画案

### 高知県
- 高知駅南口再開発事業

## 九州地方

### 沖縄県
- 那覇新都心
- 小禄・金城地区再開発事業
- バークレーズコート
- 泡瀬ゴルフ場跡地区画整理事業
  - イオンモール沖縄ライカム
- 那覇市牧志・安里地区第一種市街地再開発事業
  - 那覇市立ほしぞら公民館・図書館
- 沖縄県モノレール旭橋駅周辺地区再開発事業
  - 那覇バスターミナル#旭橋駅周辺地区再開発事業
- OTV国和プラザ(沖縄配電跡地再開発ビル)
- 嘉手納町新町・ロータリー地区第二種市街地再開発事業
  - サンエーV21食品館嘉手納店
- パレットくもじ（久茂地1丁目地区再開発事業）
  - リウボウインダストリー
- てんぷす那覇（国際ショッピングセンター跡再開発ビル）
- ザ・ブセナテラス（ブセナ岬地区再開発事業）